# 福岡大学附属若葉高等学校
福岡大学附属若葉高等学校（ふくおかだいがくふぞくわかばこうとうがっこう）は、福岡県福岡市中央区荒戸三丁目にある私立高等学校。通称は「若葉」（わかば）もしくは「福大若葉」（ふくだいわかば）。

## 概要

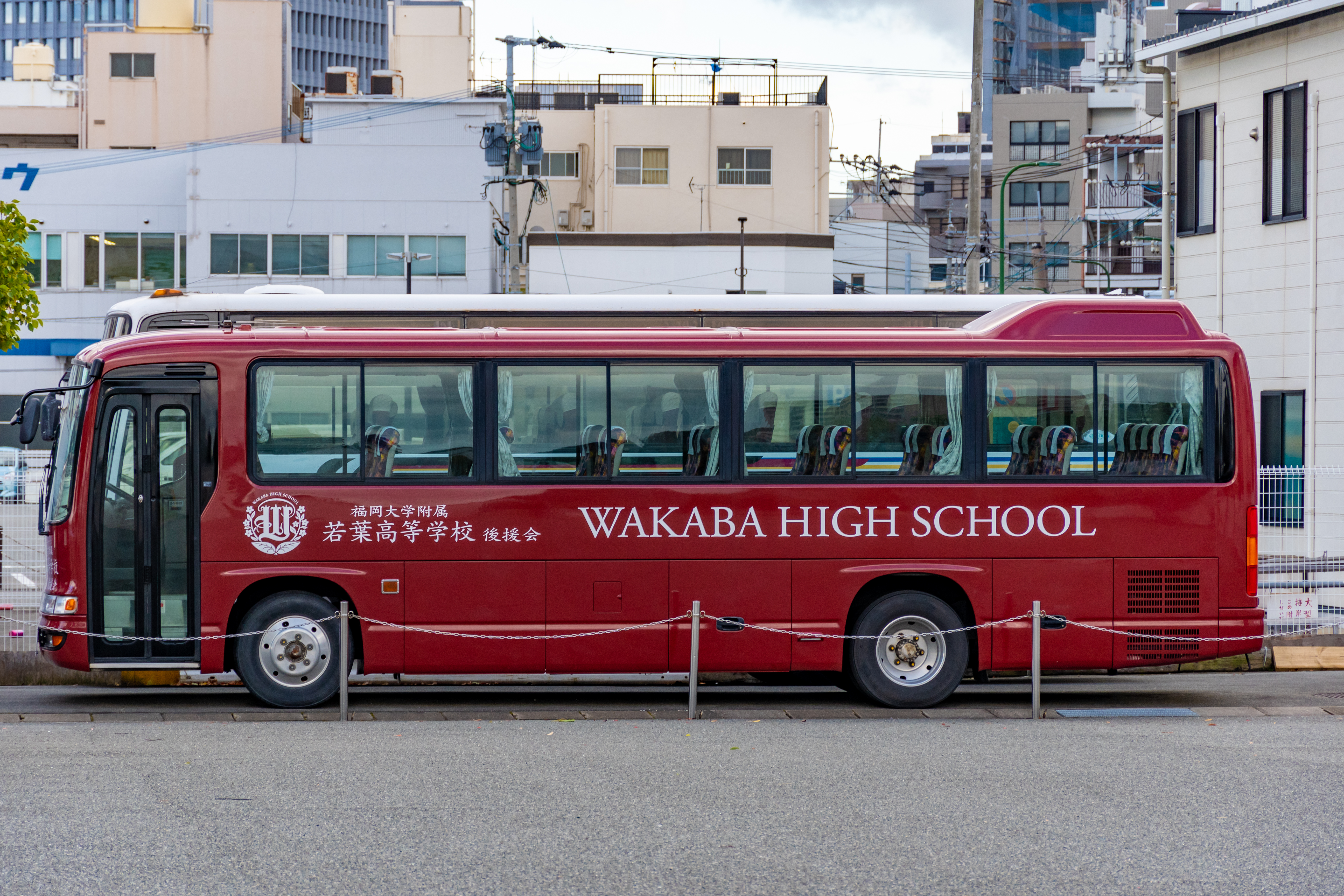
校章と校名が描かれた福岡大学附属若葉高等学校のバス

歴史
1907年（明治40年）に開校した「私立九州高等女学校」が前身。1948年（昭和23年）の学制改革で「九州女子高等学校」（略称：九女）となり福岡女子短期大学と姉妹校の関係にあったが、1980年に高校と短大で法人を分割。さらに2007年（平成19年）から福岡大学が進めている「高大連携」「高大接続」「高大一貫」の方針に応じて合併を申し出て、2010年（平成22年）4月1日付で学校法人福岡大学に吸収合併され、「福岡大学附属若葉高等学校」に改称し、同大学の附属学校となった。2012年（平成24年）に創立105周年を迎えた。
設置課程・学科
全日制課程 普通科
- 高大一貫コース- 福岡大学への進学を目指す。
- 特別進学コース - 国公立大学への進学を目指す。

＊グローバルコース-全員イギリスへの3か月間留学など将来海外でも活躍できる人材を育てる
校訓
「強く・正しく・優しく」
校章
若葉高等学校の発足に伴い新校章が制定された。校地の近くにある西公園を象徴する桜の花弁と校名の若葉の絵を組み合わせたものを背景にし、中央に校名「若葉（Wakaba）」の頭文字「W」を置いている。校章の上部には英語名「Wakaba High School」を置いている。スクールカラーは臙脂色。
校歌
高等女学校時代の1926年（大正15年）に制定され、若葉高等学校もこれを継承。作詞は池尻安次郎、作曲は中井義雄による（作詞・作曲ともに制定当時に在職していた教諭）。歌詞は1番のみで、校名は登場しない。
校舎
- 体育館は1階に室内プール・武道場・ダンスフロア、2階にはバレーボール・バスケットボールコートがある。またこれとは別にマシンを備えたトレーニング室、第2・第3体育館もある。
- 図書館は単独棟で2階建て、1階にブラウジングルーム（閲覧室）を備えている。
- 食堂を有している。
- 寄宿舎（寮）を有している。名称は「開成寮」。

同窓会
「若葉会」と称している。

## 沿革
旧・九州高等女学校
- 1907年（明治40年）- 「私立九州高等女学校」が釜瀬新平（初代校長）によって創立。修業年限を4ヶ年とする。
- 1911年（明治44年）- 第1回卒業式を挙行。50名が卒業。
- 1916年（大正5年）- 慰霊祭を開始。
- 1922年（大正11年）- 制服を和服（袴）から洋服に改定。
- 1926年（大正15年）- 校歌を制定。
- 1927年（昭和2年）- 校訓「強く・正しく・優しく」を制定。
- 1945年（昭和20年）- 空襲により全校舎を焼失。

旧・九州女子高等学校
- 1948年（昭和23年）4月1日 - 学制改革により、「九州女子高等学校」（新制高等学校）が発足。
- 1951年（昭和26年）- 運営母体を学校法人九州学園に改組。
- 1957年（昭和32年）- 創立50周年を迎える。
- 1965年（昭和40年）- 鉄筋コンクリート造5階建ての本館が完成。
- 1980年（昭和55年）- 経営母体が学校法人九州女子高等学校となる。初代理事長に冨好正治が就任。
- 1987年（昭和62年）- 創立80周年を記念して歴史記念館を設置。
- 1988年（昭和63年）- 海外への修学旅行を開始。目的地はアメリカ合衆国。
- 1989年（平成元年）-  中国・長春第十一中学と姉妹校を締結。
- 1992年（平成4年）- 5コース制を導入。
- 1995年（平成7年）- ニュージーランド・エプソン女子高校と姉妹校を締結。
- 1996年（平成8年）- 創立90周年を記念して新校舎・図書館・茶室・食堂・庭園等が完成。

福岡大学附属若葉高等学校
- 2010年（平成22年）4月1日 - 学校法人福岡大学に統合され「福岡大学附属若葉高等学校」（現校名）となる。
- 2019年（平成31年）- 男女共学化。

## 学校行事
本校は3学期制である。
1学期
- 4月 - 入学式、対面式、新入生研修、二者面談
- 5月 - 家庭訪問、中間考査、福岡大学進路講話
- 6月 - 創立記念日、体育祭、後援会（PTA）総会、授業参観
- 7月 - 期末考査、クラスマッチ（球技大会）、三者面談、夏期課外補習、生徒会役員改選、福岡大学出張講義
- 8月 - 中学生体験入学、福岡大学オープンキャンパス、課外補習、集中学習合宿、課題研究、ワークショップ

2学期
- 9月 - 慰霊祭、中学生体験入学、吹奏楽部定期演奏会
- 10月 - 中学生体験入学、芸術鑑賞、文化祭、中間考査
- 11月 - 学校見学会、2年修学旅行、福岡大学模擬講義
- 12月 - 期末考査、学校見学会、ダンス部定期公演、福岡大学出張講義

3学期
- 1月 - 大学入試センター試験、3年学年末考査、高校専願入試
- 2月 - 高校前期・後期入試、1・2年学年末考査、予餞会、課題研究発表会
- 3月 - 謝恩会、卒業式、新入生登校日

## 部活動
運動部
- 陸上部 - トラックと投擲
- バスケットボール部
- ダンス部
- ソフトボール部
- バレーボール部
- 剣道部
- バドミントン部
- ソフトテニス部
- 硬式テニス部
- 水泳部
- 卓球同好会
- 弓道同好会
- フットサル同好会
- 野球部
- サッカー部

文化部
- 吹奏楽部
- 茶道部
- 津軽三味線部
- 書道部
- 美術部
- JRC
- 華道部
- 放送部
- 箏曲部
- 写真部
- 漫画研究同好会
- 英会話同好会
- 料理研究同好会
- 保育同好会
- コーラス同好会
- ハングル語講座同好会
- 手芸同好会
- 文芸同好会
- 軽音楽同好会
- I&C研究会
- 生物ラボ同好会
- 論語同好会

## 著名な出身者
九州高等女学校
- 小山いと子 - 直木賞作家

九州女子高等学校
- 髙橋真梨子 - 歌手、後に駒沢学園女子高等学校へ転入
- 内藤恵美 - ソフトボール選手（シドニー五輪銀メダリスト、アテネ五輪銅メダリスト）
- 上野由岐子 - ソフトボール選手（アテネ五輪銅メダリスト、北京五輪金メダリスト、東京五輪金メダリスト）
- 斉藤ふみ - ローカルタレント、ラジオパーソナリティ
- 肥川葉子 - 競泳選手（1992年バルセロナオリンピック代表）
- 野瀬瞳 - 競泳選手（2009年世界水泳選手権代表）
- 大庭久美子 - バスケットボール選手
- 矢野みなみ - 女子プロ野球選手、ソフトボール選手

福岡大学附属若葉高等学校
- 渡邉亜弥 - バスケットボール選手
- 松本咲 - バスケットボール選手
- 内尾聡菜 - バスケットボール選手
- 鬼塚彩乃 - バスケットボール選手
- 嘉数唯 - バスケットボール選手
- 磯野志歩 - バスケットボール選手

## 交通アクセス
最寄りの鉄道駅
- 福岡市地下鉄 空港線 「大濠公園駅」・「唐人町駅」

最寄りのバス停
- 西鉄バス 「大濠公園」・「福大若葉高校前」バス停

最寄りの道路
- 福岡高速環状線 「西公園出入口」

## 周辺
- 西公園
- 福岡教育大学附属福岡小学校
- 福岡教育大学附属福岡中学校
- 福岡市立福浜小学校
- 福岡市立当仁小学校
- 福岡市立当仁中学校
- 西日本短期大学
- 福岡市立こども病院感染症センター
- 福岡市立中央市民プール

## 関連学校
- 福岡大学
- 福岡大学附属大濠中学校・高等学校